# Campeonatos distritais de futebol de Portugal
Os campeonatos distritais de futebol de Portugal são as competições masculinas profissionais adultas de futebol português que ocorrem em cada um dos distritos ou região autónoma do país. As equipas B e C podem descer de escalão, mas não podem subir para o mesmo escalão da equipa principal. Se uma equipa principal ou a sua equipa B descer para o escalão em que atua a equipa B ou a equipa C respetivamente, essa equipa desce automaticamente independentemente da classificação na liga. Alguns distritos têm mais do que 1 divisão (ver tabela abaixo) e os clubes vencedores das Taças Distritais disputam a Taça de Portugal, para além dos segundos classificados de cada Campeonato Distrital superior, na época imediatamente anterior, isto porque os primeiros classificados dos Campeonatos Regionais já garantem o acesso à Taça de Portugal através da sua presença no Campeonato de Portugal, ao qual são promovidos. As equipas B e C não podem participar na Taça de Portugal. Os Campeonatos Distritais superiores promovem para o Campeonato de Portugal. São organizados pelas Associações Distritais de Futebol.

## Sistema
A tabela seguinte mostra a estrutura do atual sistema.
| Associação           | Campeonatos Distritais                     | Campeonatos Distritais                    | Campeonatos Distritais                               | Campeonatos Distritais                          | Campeonatos Distritais                       |
| Associação           | 1                                          | 1                                         | 2                                                    | 3                                               | 4                                            |
| -------------------- | ------------------------------------------ | ----------------------------------------- | ---------------------------------------------------- | ----------------------------------------------- | -------------------------------------------- |
| AF Porto             | Hyundai Liga Pro 18 clubes (Séries 1 e 2)  | Hyundai Liga Pro 18 clubes (Séries 1 e 2) | Divisão de Elite 32 clubes (Séries 1 e 2)            | Divisão de Honra 48 clubes (Séries 1, 2 e 3)    | 1ª Divisão 70 clubes (Séries 1, 2, 3, 4 e 5) |
| AF Braga             | Pró-Nacional 18 clubes                     | Pró-Nacional 18 clubes                    | Divisão de Honra 32 clubes (Séries A e B)            | 1ª Divisão 82 clubes (Séries A, B, C, D, E e F) |                                              |
| AF Lisboa            | 1ª Divisão 16 clubes                       | 1ª Divisão 16 clubes                      | 2ª Divisão 32 clubes (Séries 1 e 2)                  | 3ª Divisão 48 clubes (Séries 1, 2 e 3)          |                                              |
| AF Aveiro            | Campeonato SABSEG 18 clubes                | Campeonato SABSEG 18 clubes               | 1ª Divisão 28 clubes (Zonas Norte e Sul)             | 2ª Divisão 32 clubes (Zonas Norte e Sul)        |                                              |
| AF Coimbra           | Divisão Elite 14 clubes                    | Divisão Elite 14 clubes                   | Divisão de Honra 14 clubes                           | 2ª Divisão 18 clubes                            |                                              |
| AF Beja              | 1ª Divisão 12 clubes                       | 1ª Divisão 12 clubes                      | 2ª Divisão 34 clubes (Séries A. B e C)               |                                                 |                                              |
| AF Viseu             | Divisão de Honra 16 clubes                 | Divisão de Honra 16 clubes                | 1ª Divisão 28 clubes (Zonas Norte, Centro e Sul)     |                                                 |                                              |
| AF Santarém          | 1ª Divisão 16 clubes                       | 1ª Divisão 16 clubes                      | 2ª Divisão 25 clubes (Séries A e B)                  |                                                 |                                              |
| AF Leiria            | Campeonato Lizsport 16 clubes              | Campeonato Lizsport 16 clubes             | 1ª Divisão 23 clubes (Séries A e B)                  |                                                 |                                              |
| AF Viana do Castelo  | 1ª Divisão 16 clubes                       | 1ª Divisão 16 clubes                      | 2ª Divisão 18 clubes                                 |                                                 |                                              |
| AF Setúbal           | 1ª Divisão 16 clubes                       | 1ª Divisão 16 clubes                      | 2ª Divisão 16 clubes                                 |                                                 |                                              |
| AF Évora             | Divisão de Elite 10 clubes                 | Divisão de Elite 10 clubes                | Liga AFE 22 clubes (Séries A e B)                    |                                                 |                                              |
| AF Algarve           | 1ª Divisão 12 clubes                       | 1ª Divisão 12 clubes                      | 2ª Divisão 19 clubes (Séries Barlavento e Sotavento) |                                                 |                                              |
| AF Madeira           | Divisão de Honra 12 clubes                 | Divisão de Honra 12 clubes                | 1ª Divisão 13 clubes                                 |                                                 |                                              |
| AF Guarda            | 1ª Divisão 14 clubes                       | 1ª Divisão 14 clubes                      | 2ª Divisão 8 clubes                                  |                                                 |                                              |
| AF Vila Real         | Divisão de Honra 19 clubes                 | Divisão de Honra 19 clubes                |                                                      |                                                 |                                              |
| AF Angra do Heroísmo | Campeonato de Futebol dos Açores 10 clubes | Campeonato Ilha Graciosa 6 clubes         |                                                      |                                                 |                                              |
| AF Angra do Heroísmo | Campeonato de Futebol dos Açores 10 clubes | Campeonato Ilha São Jorge 3 clubes        |                                                      |                                                 |                                              |
| AF Angra do Heroísmo | Campeonato de Futebol dos Açores 10 clubes | Campeonato Ilha Terceira 2 clubes         |                                                      |                                                 |                                              |
| AF Ponta Delgada     | Campeonato de Futebol dos Açores 10 clubes | Campeonato São Miguel 10 clubes           |                                                      |                                                 |                                              |
| AF Horta             | Campeonato de Futebol dos Açores 10 clubes | Campeonato AFH 5 clubes                   |                                                      |                                                 |                                              |
| AF Bragança          | Divisão de Honra 10 clubes                 | Divisão de Honra 10 clubes                |                                                      |                                                 |                                              |
| AF Castelo Branco    | Liga Imotroféu 9 clubes                    | Liga Imotroféu 9 clubes                   |                                                      |                                                 |                                              |
| AF Portalegre        | Liga Maxfinance Interior 6 clubes          | Liga Maxfinance Interior 6 clubes         |                                                      |                                                 |                                              |